# Branobel

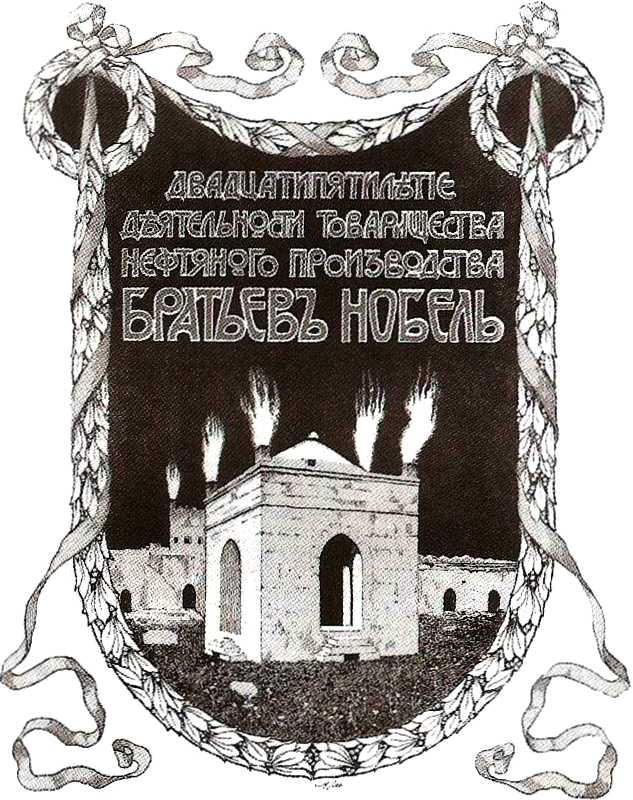
Branobels logotyp med "Eldtemplet i Baku".

Branobel (egentligen Товарищество нефтяного производства братьев Нобель, Tovarisjtjestvo neftianavo proizvodtsva bratiev Nobel – på svenska Naftaproduktionsaktiebolaget Bröderna Nobel) var ett ryskt oljebolag startat av bröderna Ludvig Nobel och Robert Nobel. Oljan (nafta) togs upp i Baku i nuvarande Azerbajdzjan vid Kaspiska havet med början 1876. Bolaget hade sitt huvudkontor i Sankt Petersburg. Efter Ludvig Nobels död 1888 blev hans son Emanuel Nobel chef för bolaget. Efter ryska revolutionen förstatligades oljeindustrin 1920. Familjen Nobel hade lämnat landet 1917 respektive 1918 (Emanuel). Bolaget upphörde 1964.

## Historik

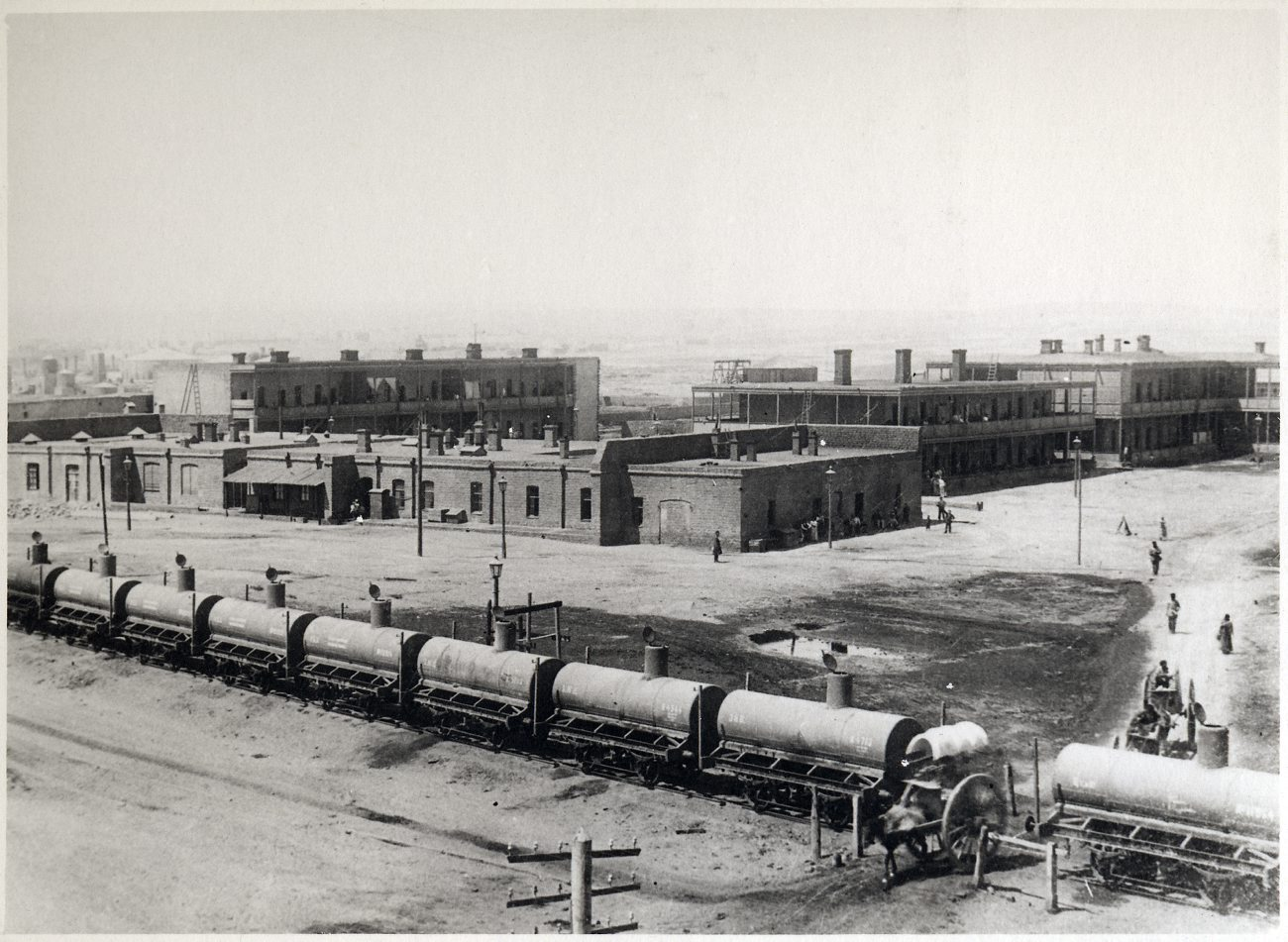
Nobels oljeanläggningar i Baku.

Med kapital som skapats i faderns vapenfabrik i S:t Petersburg investerade bröderna i det stora oljefältet. Oljan hade hög kvalitet och med sin tekniska bakgrund kunde bröderna förbättra destillation, produktion och transporten, och inom kort var man det största industriella företaget i Ryssland. Robert Nobel konstruerade fartyg, pråmar och järnvägsvagnar med cisterner, som förde oljan genom Ryssland till marknaderna i Väst. Även var man pionjär genom att konstruera en lång oljeledning genom Georgien som förde oljan nära 1 000 km till Batumi vid Svarta havet. År 1916 producerades 125 miljoner ton olja. En kuriositet är det faktum, enligt Nobels efterlevande, att Josef Stalin en tid arbetade som smörjare vid borrtornen.
Bland innovationer under bolagets första år kan nämnas: 
- Den första ryska oljeledningen (1878).
- Världens första cylindriska oljecisterner, (1878).
- Världens första specialbyggda oljetanker och världens första självnivellerande båt (Zoroaster).
- Rysslands första kraftverk för energi till annat än belysning.

I det aktiebolag som bildades 1879 satsade även Alfred Nobel kapital och som mest hade bolaget ca 50 000 anställda runt om i världen, varav 13 500 i Baku. Bolaget arbetade i en kapitalintensiv bransch och räddades flera gånger av kapitalinjektioner från Alfred Nobel. Bland framträdande personer i bolaget kan nämnas  Karl Wilhelm Hagelin som arbetade länge som ledande ingenjör och teknisk chef i Baku, och den siste chefen i Baku, Arthur Lessner ( född 1867). Branobels förvaltarbostad i Baku var Villa Petrolea.
Först kring sekelskiftet 1900 blev bolaget mycket lönsamt. Vid bolsjevikernas övertagande av oljefälten lyckades likväl familjen Nobel sälja hälften av sina aktier till Standard Oil New York och det beräknas att 12 procent av Alfred Nobels förmögenhet har sitt ursprung i dessa aktier. Företagets tillgångar förstatligades 1920. Företaget likviderades slutligen i Stockholm 1964.

## Bildgalleri
Bilderna ingår i två stora fotoalbum efter Karl Wilhelm Hagelin, som finns på Tekniska museet i Stockholm.

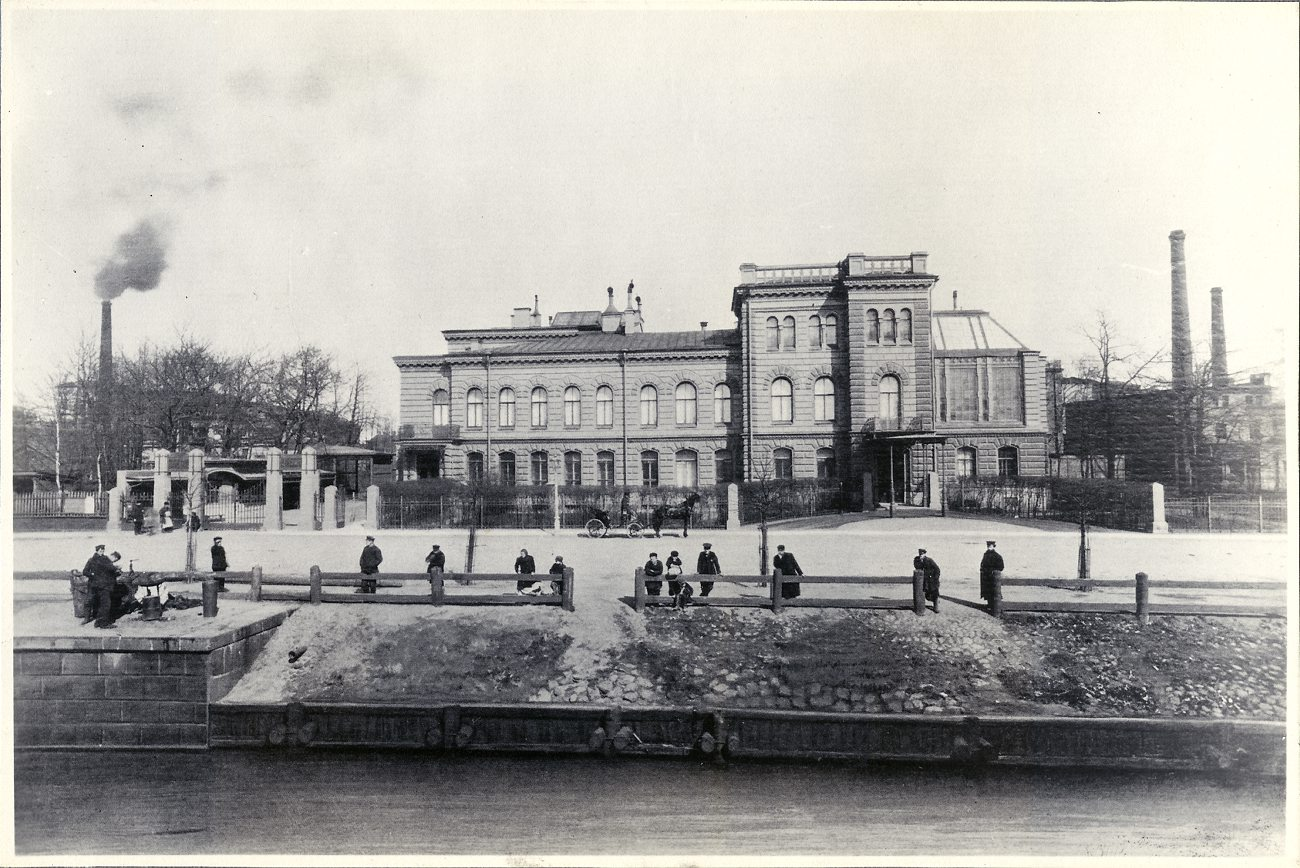
Ludwig Nobels Mekaniska Werkstad i Sankt Petersburg, med Branobels styrelserum i nedre våningen.
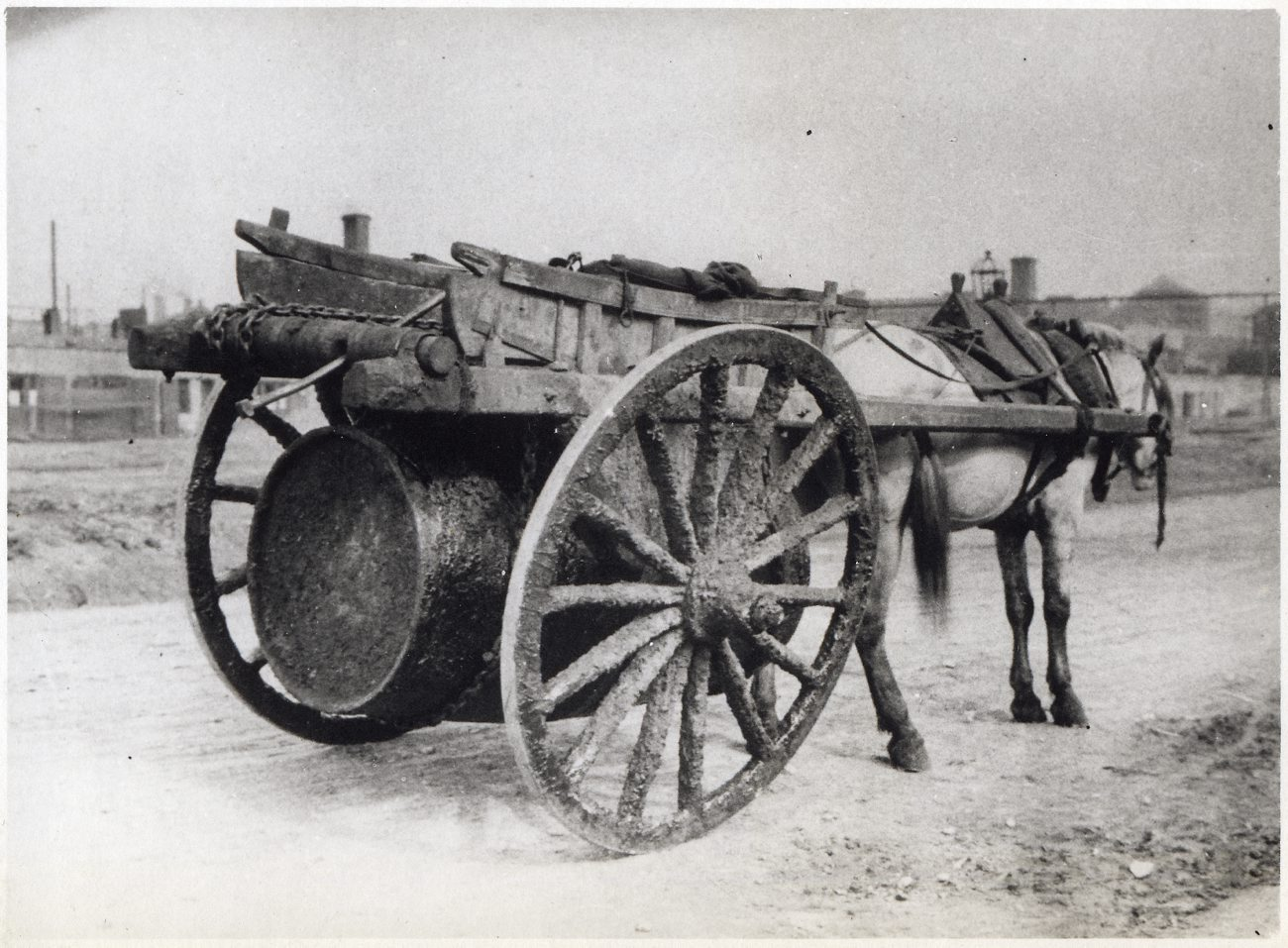
Transport av nafta
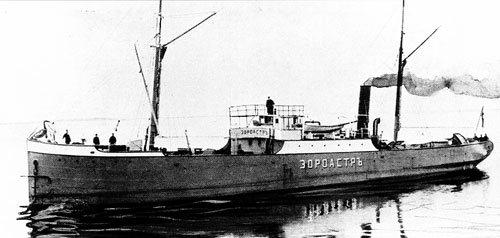
S/S Zoroaster. världens första tankfartyg, en 2 000 tons tankbåt för Kaspiska havet, levererad till bröderna Nobel i Ryssland.
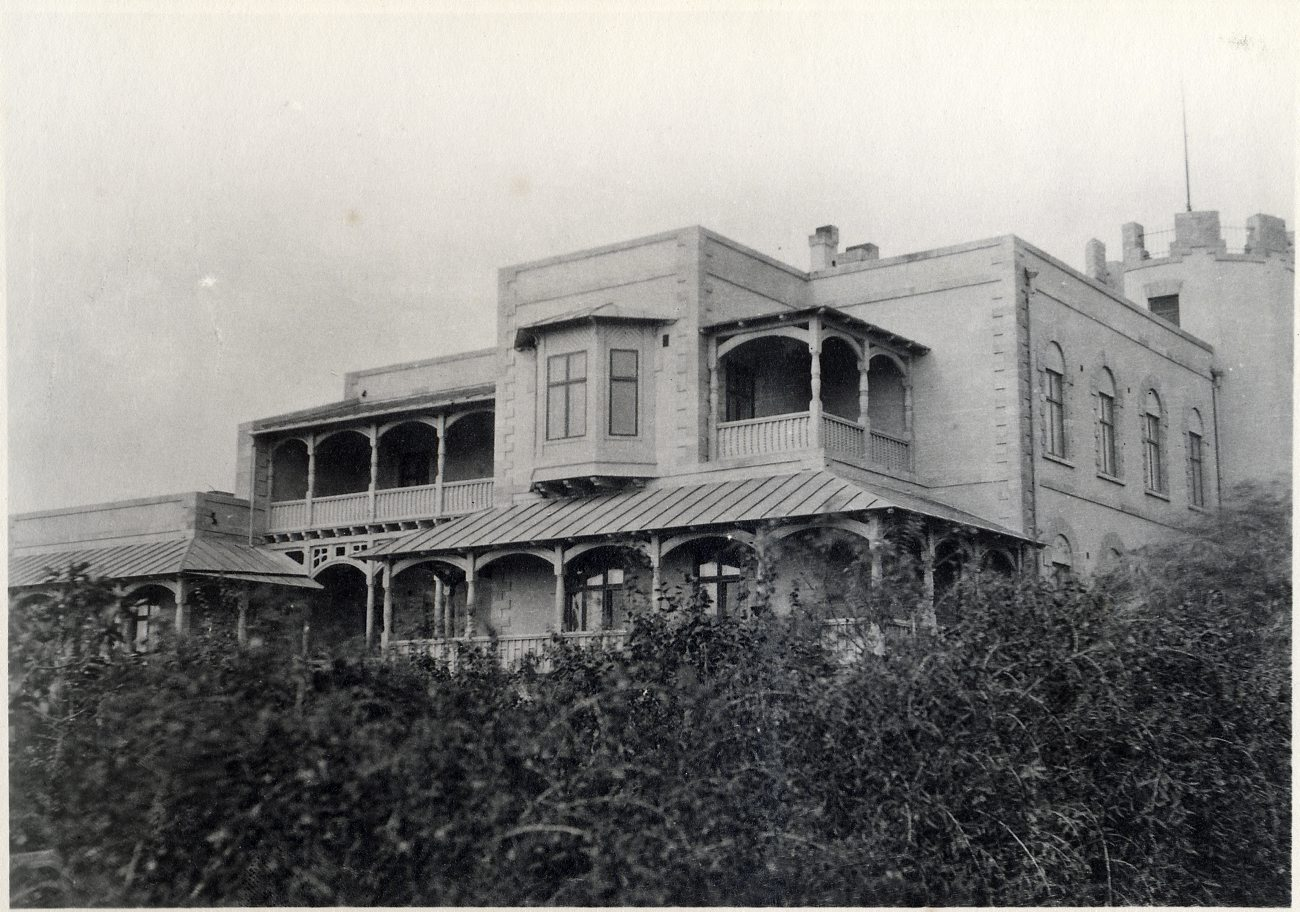
Villa Petrolea i Baku.